# Georges Brutelle
Georges Brutelle est un résistant, un homme politique socialiste et un homme d'affaires français né le 20 novembre 1922 à Paris et mort le 4 février 2001 à Mougins.

## Biographie
Georges Brutelle passe son enfance dans la Somme, puis entre à l'École normale d'instituteurs de Rouen. Dès 1935, âgé de treize ans, il crée un groupe socialiste au cours complémentaire. Son engagement dans la Résistance est lui aussi précoce. Dès juillet 1940, il organise un groupe d'étudiants socialistes résistants de Rouen. Ce groupe publie à partir de janvier 1941 un journal clandestin, Jaurès. En exergue, figure le célèbre vers de Victor Hugo dans Les Châtiments : « Et s'il n'en reste qu'un, je serai celui-là. »
Le réseau de Georges Brutelle étend progressivement ses activités à la collecte de renseignements, puis aux actions de sabotages. Arrêté en novembre 1943, Georges Brutelle est incarcéré à Fresnes, puis à Compiègne, et ensuite déporté à Buchenwald. Dans ce camp de concentration, il constitue avec Eugène Thomas une section socialiste clandestine.
De 1945 à 1947, il est secrétaire général de la Fédération nationale des déportés et internés de la Résistance (FNDIR), qui regroupe les résistants de toutes tendances politiques, à l'exception des communistes. Il entre au comité directeur de la SFIO en 1946 et devient secrétaire général adjoint en 1947, à vingt-cinq ans seulement. De 1951 à 1956, il est en outre secrétaire de la fédération SFIO de Seine-Maritime. Suivant avec intérêt le détachement du bloc soviétique opéré par Tito, Georges Brutelle noue des contacts avec les dirigeants yougoslaves dès 1950.
Proche de Guy Mollet pendant la Quatrième République, Brutelle s'en détache à partir de 1958 et se rapproche de Gaston Defferre. Il ne partage pas l'avis du secrétaire général sur le retour de Charles de Gaulle au pouvoir, ni, par la suite, ses vues sur l'avenir de la SFIO. Georges Brutelle quitte ses fonctions dirigeantes en 1965, et se retire de la vie politique à la fin des années 1960, après un échec comme candidat de la FGDS (socialiste) aux élections législatives de 1967 dans la Somme. Il se tourne alors vers les affaires.
De 1968 à 1974, il directeur des relations extérieures, puis directeur général adjoint et, pour finir, directeur général de la Société d'études et de construction immobilières (SECIM). De 1969 à 1972, il est également cogérant, puis président du conseil de surveillance, de la Société normande de presse républicaine, qui édite Paris Normandie. Georges Brutelle tente en vain d'empêcher l'achat de ce quotidien par Robert Hersant, puis accepte de travailler pour le groupe de celui-ci. Il devient ainsi directeur de la Gerpresse en 1974, et directeur de L'Auto-Journal en 1976.

## Distinctions
- Médaille de la Résistance française avec rosette